# La hija de Juan Simón (pel·lícula de 1935)
La hija de Juan Simón és una pel·lícula musical i dramàtica espanyola de 1935 dirigida per José Luis Sáenz de Heredia i produïda per Luis Buñuel, amb un argument basat en l'obra de teatre La hija de Juan Simón de Nemesio Manuel Sobrevila. El 1957 es va estrenar una segona versió cinematogràfica de  La hija de Juan Simón.

## Sinopsi
Angel és un cantaor enamorat de Soledad, filla de Juan Simón que després de veure's barrejat en una renyina de taverna és culpat injustament d'assassinat. Per la seva banda, Soledad és enamorada d'un jove ric que resulta ser el seu germanastre.

## Repartiment
- Carmen Amaya com a Soledad
- Rafaela Aparicio com a Gregoria
- Manuel Arbó com a Juan Simón
- Luis Buñuel
- Baby Daniels com a cupletista
- Fernando Freyre de Andrade com Dan Paco
- Pablo Hidalgo com a Curro
- Emilia Iglesias com a Mare d'Àngel
- Cándida Losada com a Trini
- Pilar Muñoz com a Carmen
- Palanca com a cantant
- Emilio Portes com a Don Severo
- Julián Pérez Ávila com a El Médico
- Luisa Sala
- Ángel Sampedro 'Angelillo' com a Ángel
- Porfiria Sanchíz com a La Roja
- Ena Sedeño com a Angustias
- Felisa Torres com a Celes